# Ihor Issitchenko
 (septembre 2022).
Ihor Issitchenko (en ukrainien : Ігор Ісіченко ; de son nom de naissance Юрій Андрійович Ісіченко, Iouriy Andriïovytch Issitchenko), né le 28 janvier 1956 en Bachkirie, est un ancien archevêque orthodoxe ukrainien, converti au catholicisme en 2020. 

## Biographie
Initialement membre de l'Église orthodoxe autocéphale ukrainienne, Ihor Issitchenko est archevêque du diocèse de Kharkiv-Poltava (nord-est de l'Ukraine) entre 1993 et 2020. Il est professeur émérite à l'université nationale de Kharkiv, spécialiste de la littérature médiévale et des relations entre catholiques et orthodoxes.
En 2020, il se convertit au catholicisme et rejoint, avec son diocèse, l'Église grecque-catholique ukrainienne. 
En 2022, il prend sa retraite avec le titre d’archevêque émérite, et travaille au sein de l'université catholique ukrainienne. Il est fait docteur honoris causa de cette université le 9 juillet 2022.